# Araure (Venezuela)
Pour les articles homonymes, voir Araure.
Araure est le chef-lieu de la municipalité d'Araure dans l'État de Portuguesa au Venezuela. Autour de la ville s'articule la division territoriale et statistique de Capitale Araure.